# Gare du Dramont
La gare du Dramont est une halte ferroviaire française de la ligne de Marseille-Saint-Charles à Vintimille (frontière), située sur le territoire de la commune de Saint Raphaël, dans le département du Var, en région Provence-Alpes-Côte d'Azur.
C'est une halte de la Société nationale des chemins de fer français (SNCF), desservie par des trains express régionaux TER Provence-Alpes-Côte d'Azur.

## Situation ferroviaire
Établie à 16 m d'altitude, la halte du Dramont est située au point kilométrique (PK) 167,500 de la ligne de Marseille-Saint-Charles à Vintimille (frontière), entre les gares de Boulouris-sur-Mer et d'Agay.

## Service des voyageurs

### Accueil
Halte SNCF, c'est un point d'arrêt non géré (PANG) à entrée libre.

### Desserte
Le Dramont est desservie par des trains express régionaux TER Provence-Alpes-Côte d'Azur qui effectuent des missions entre Les Arcs - Draguignan et Cannes.

### Intermodalité
Un parking pour les véhicules est aménagé devant l'entrée. La plage est à quelques mètres.